# Таутиев, Соломон Кириллович
Соломон Кириллович Таути́ев (1909, с. Тменикау, Кавказский край, Российская империя — 9 июня 1946, Орджоникидзе, РСФСР, СССР) — советский осетинский театральный актёр. Народный артист Северо-Осетинской АССР (1940). Один из выдающихся артистов Северо-Осетинского государственного драматического театра.

## Биография
Соломон Кириллович Таутиев родился в 1909 году в населённом пункте Тменикау в крестьянской семье. Окончил партийную школу в Орджоникидзе. В 1930 году поступил в Институт театрального искусства в Москве, который окончил в 1935 году. Возвратившись в Орджоникидзе, сыграл главную роль хирурга Платона в спектакле «Платон Кречет», который стал первым представлением образованного в 1935 году Осетинского драматического театра.
С 1937 по 1939 год проживал в доме № 34 на улице Джанаева, затем переехал в соседний дом № 17 на улице Куйбышева, где жил до своей кончины.
Заболев туберкулёзом, скончался 9 июня 1946 года и был похоронен на территории некрополя Осетинской церкви.

## Память
- Именем Соломона Таутиева названа улица во Владикавказе.
- На доме № 17 на улице Куйбышева установлена в 1997 году была установлена мемориальная доска. Авторы: Умар Гасиев и Надежда Боллаева[4].
- Его могила в ограде Осетинской церкви является объектом культурного наследия.

## Награды и звания
- В 1946 году по указанию И. В. Сталина был награждён орденом Ленина за выдающиеся заслуги, несмотря на то, что высший орден страны, обычно, вручался при наличии других орденов СССР.
- В 1940 году было присвоено звание «Народный артист Северо-Осетинской АССР», тем самым став первым его обладателем.

## Галерея
- Мемориальная доска на доме №17 на улице Куйбышева.
- Могила Соломона Таутиева в ограде Осетинской церкви. Памятник культурного наследия федерального значения

## Источник
- Соломон Таутиев: Жизнь и творчество, Владикавказ, изд. Ир, 2003.